# 勇者斗恶龙怪兽篇2 玛鲁塔的不可思议钥匙
《勇者斗恶龙怪兽篇2 玛鲁塔的不可思议钥匙》是由艾尼克斯发行于Game Boy Color平台的角色扮演游戏，是勇者斗恶龙怪兽系列的第二部作品。游戏分为两个不同版本——《鲁卡的旅程》和《伊尔的冒险》。游戏两个版本在日本原定同时发行，但因《伊尔的冒险》在发售前发现错误而推迟发售，《鲁卡》和《伊尔》分别于2001年3月9日和4月12日在日本发售，北美版两个版本皆于2001年9月15日发售。游戏是北美Game Boy Color上最后发售的一部作品，游戏同样兼容于Game Boy及其增强版Super Game Boy。
游戏重制于日本PlayStation平台，并与前作《勇者斗恶龙怪兽篇 特瑞仙境》以合辑《勇者斗恶龙怪兽篇1·2 星降的勇者和牧场的伙伴们》之名在2002年发售。游戏任天堂3DS平台重制版《勇者斗恶龙怪兽篇2 伊尔与鲁卡的不可思议钥匙》于2014年2月6日在日本发行。
和前作通过穿越大门旅行的方式不同，本作玩家将使用钥匙来到不同的世界。除了主角不同外，两个版本的区别只有玩家可以遇见不同的野生怪物，以及每个游戏中不同的钥匙。游戏还引入了新的怪物系统——水系。

## 剧情
怪物牧场家族的鲁卡和伊尔随家庭来到玛鲁塔王国谋生。在到达后不久，他们的妈妈让其去寄存处取菠萝派。在去往寄存处的路上，他们碰到了给村民制造麻烦的王子和其伙伴恶崽。不幸的是在他们拿到菠萝派后却被王子和他的伙伴拿走了。鲁卡和伊尔追到了王国的地下洞穴，发现两人正在争抢物品。鲁卡和伊尔试图把派抢回，然而在争抢过程中，玛鲁塔的大肚脐却被撞出了个洞。王子疯狂的跑开了，恶崽则用自己的身体堵住了洞。他告诉鲁卡和伊尔，需要找塞子让王国渡过难关，没有它，玛鲁塔岛将会下沉。它让他们找到怪兽之王并请求他或她的帮助，但是他们却未能找到任何人。恶崽说，他们必须做到这点。于是便开始拯救王国的任务。

## 系统
《勇者斗恶龙怪兽篇2》允许玩家用各个勇者斗恶龙游戏出现的怪物组成队伍。玩家可以控制鲁卡或伊尔，并从有各种商店、一个怪物农场、繁殖区以及一个竞技场的玛鲁塔开始游戏。随着游戏的推进，玩家可以得到从玛鲁塔解锁新世界的钥匙。其它的钥匙可以随机创造世界供玩家探索。在可选世界中，玩家将和一定数量的怪物战斗，并到达终点见到随机的世界头目。一些世界上拥有罕见的怪物，还有一些则只有常见怪物，这取决于钥匙的名称。

### 战斗
战斗使用回合制系统。玩家可以同时让三个怪物出战。在野外发现的怪物也可以加入玩家的队伍；最后被击败的怪物有低几率入队。若喂给不同类型的肉则会提高几率。
在可选世界中，玩家将会遇到外来的大师，并可以选择与之战斗。和前面的规则相同，玩家甚至可以从大师处抓获怪物，然而和大师的战斗音乐使用的是“头目”音乐。

## 评价
在发售时，《Fami通》杂志打出了34/40分。据《Fami通》统计，游戏在日本售出了1,592,728份。和前作《勇者斗恶龙怪兽篇 特瑞仙境》一样，媒体也将本作和有相似系统的抓怪物游戏系列神奇宝贝进行了密切对比。然而评价称其不仅仅是单纯的“神奇宝贝克隆”。